# Майер, Антон Эмануилович
Анто́н Эмануи́лович Ма́йер (нем. Johann Anton Mayer, 1761, Бреслау — 1838, Харьков) — доктор медицины и хирургии, инспектор Слободско-Украинской врачебной управы, действительный статский советник.

## Биография
Родился в Бреслау 30 декабря 1761 года. Медицинское образование получил в Берлинской медико-хирургической академии. Степень доктора медицины была присвоена в Геттингенском университете. Работал в Брауншвейге хирургом-оператором и акушером. Являлся почётным членом Геттингенского общества повивального искусства.
В 1808 году переехал в Российскую империю, получил чин коллежского асессора, служил уездным врачом в Купянском уезде Слободско-Украинской губернии. В 1814—1817 годах в чине надворного советника был акушером Слободско-Украинской врачебной управы (в Харькове).
В 1817 году назначен инспектором Слободско-Украинской врачебной управы и оставался в этой должности по 1835 год. В 1832 году — статский советник, в 1834 — действительный статский советник. В 1834 году вместе с сыновьями он был пожалован дворянским гербом. В 1835 году в возрасте 73-х лет вышел в отставку.
Являлся автором трудов по научной и практической медицине:
- Об опасности, сопряженной с наружным употреблением мышьяка как предохранительного средства против водобоязни / Примечание Антона Майера, доктора медицины и хирургии, надворного советника Слободско-украинской губернии, Куппянского уезда врача и Королевского готтинского общества соревнователей повивального искусства сочлена. — Харьков: в Университетской типографии, 1813. — 43 с.
- О способе употребления лекарских банок / Соч. д-ра Антона Майера, инспектора Слободско-украинской врачебной управы. — СПб.: тип. Мед. деп. М-ва вн. дел, 1831. — 23 с., 1 л. илл.
- Наставление, как должно поступать жителям в предохранении себя от болезни холеры. — Харьков, 1831.

Умер в Харькове 21 января 1838 года на 77-м году жизни.

## Семья
Женат (с 22.4.1787) на Софии Августе Катарине Плёттнер (нем. Ploettner; 06.10.1761 — 23.08.1832).
Сыновья:
- Карл Антонович (Карл Вильгельм Кристоф) Майер (5 января 1793 — 31 декабря 1865) — доктор медицины, главный врач Обуховской больницы в Санкт-Петербурге, тайный советник
- Вильгельм — на военной службе, затем на таможенной службе; Людвиг — на военной службе

Дочери: Елизавета — замужем за харьковским провизором Нейбейзером; Августа; Антуанетта Иоганна — замужем за военным инженером, генерал-майором Карлом Фёдоровичем Детловым

## Награды
- Орден Святой Анны 3-й степени
- Орден Святого Владимира 4-й степени (1823)
- Орден Святой Анны 2-й степени